# 4533 Orth
4533 Orth је астероид главног астероидног појаса чија средња удаљеност од Сунца износи 2,370 астрономских јединица (АЈ).
Апсолутна магнитуда астероида је 12,8.